# Sidonia Hedwig Zäunemann

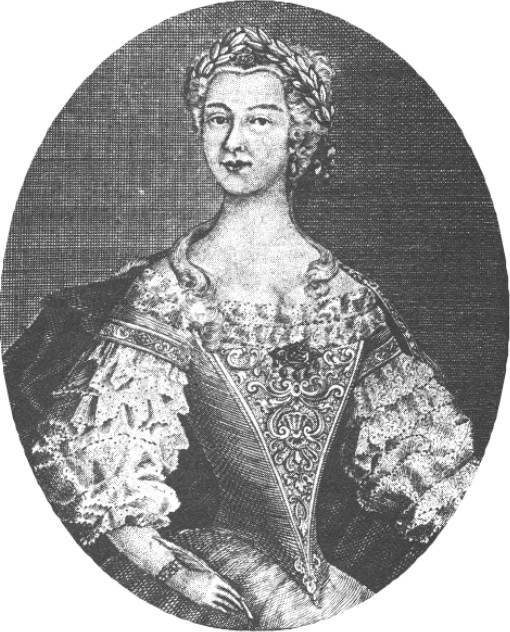
Sidonia Hedwig Zäunemann, mit dem Dichterlorbeer bekränzt, 1738

Sidonia Hedwig Zäunemann (* 15. Januar 1711 in Erfurt; † 11. Dezember 1740 bei Plaue) war eine deutsche Dichterin.

## Leben
Sidonia Hedwig Zäunemann wurde 1711 als Tochter des Advokaten und Notars Paul Nikolas Zäunemann in Erfurt geboren und wuchs dort in einer strenggläubigen bürgerlichen Familie auf, in deren Wohnung sie bis zu ihrem frühen Tod 1740 lebte. Früh schon zeigte sich bei ihr die Tendenz, aus den tradierten weiblichen Rollenmustern auszubrechen. Sie zeichnete sich durch einen großen Lerneifer aus und brachte sich autodidaktisch Französisch und Latein bei.
Da es in dieser Zeit für eine Frau nicht möglich war, unbegleitet bzw. ohne männlichen Schutz Reisen zu unternehmen, reiste sie zu Pferd und als Mann verkleidet. Auf diese Weise besuchte sie öfter ihre Schwester in der Grubenstadt Ilmenau. Sie gehörte zu den ersten Frauen überhaupt, die ein Bergwerk besichtigten, ein damals beschwerliches, mit einer mehrstündigen Einfahrt in den Berg verbundenes Unterfangen. Ihre Eindrücke aus dem Erdinneren verarbeitete sie in dem Gedicht Das Ilmenauische Bergwerk (1737).
Zu Zäunemanns bekanntesten Werken zählen ihre Gedichte. Anfänglich verfasste sie Gelegenheitsdichtungen für Hochzeiten und andere Festlichkeiten. Für den Curieusen und immerwährenden astronomisch-meteorologisch-oeconomischen Frauenzimmer-Reise- und Hand-Calender des Jahres 1737 von Johann Michael Funcke lieferte sie die Vorrede.
Als ihr dichterisches Vorbild bezeichnete sie Christiana Mariana von Ziegler (1695–1760), die an die gesellschaftlichen Normen für das weibliche Geschlecht und ihren Stand angepasster und zudem bekannter war als Zäunemann. Ziegler bekam 1733 von der Universität Wittenberg den Titel Poeta laureata (kaiserlich gekrönte Dichterin) verliehen; sie war damit „die erste von einer Universität mit dem poetischen Lorbeerkranz geehrte Frau“. 1738 erhielt Sidonia Hedwig Zäunemann ihrerseits diesen Ehrentitel von der Universität Göttingen. Sie hatte zuvor in einem Gedicht die 1737 gegründete Universität Göttingen mit dem antiken Athen verglichen und als ‚Leine-Athen‘ bezeichnet.

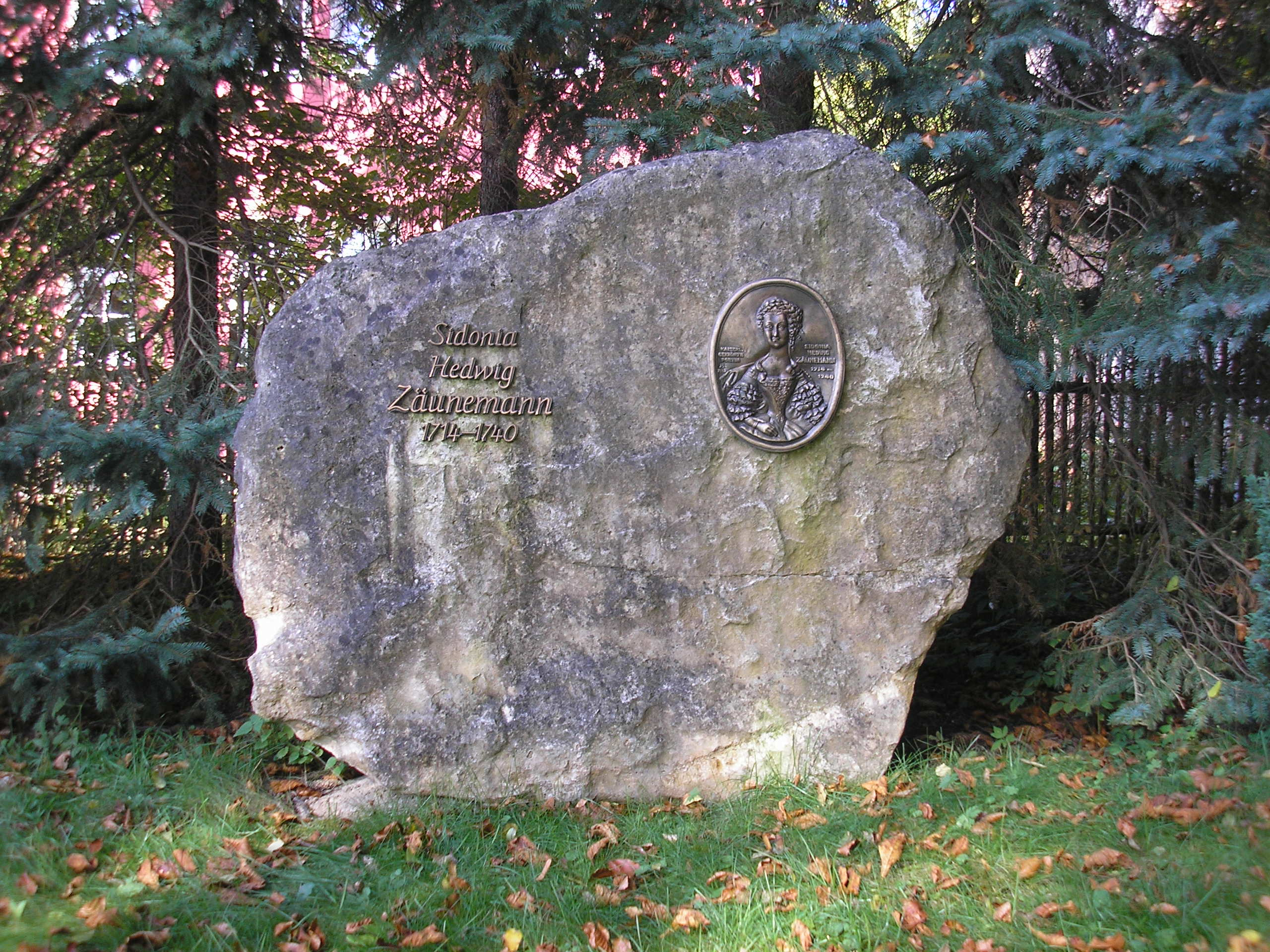
Grab in Plaue

In ihrem literarischen Schaffen griff sie radikal und selbstbewusst die gesellschaftliche Vorherrschaft der Männer an und verurteilte die verbreitete Anschauung, Frauen seien Menschen zweiter Klasse. Aufgrund ihrer scharfzüngigen Äußerungen und ihres unkonventionellen Lebens galt sie als Außenseiterin. Ihr Einfluss auf später geborene Dichterinnen war dadurch geringer als der von Christiana Mariana von Ziegler. Allerdings ist ihr weniger ausgeprägter Einfluss auf ihre Nachfolgerinnen auch mit ihrer kurzen Lebenszeit von nur 29 Jahren zu begründen; Ziegler wurde mehr als doppelt so alt.
Sidonia Zäunemann ertrank 1740 bei einem ihrer Ausritte. Beim Überqueren einer vom Hochwasser beschädigten Brücke über die Gera bei Angelroda war sie in die Fluten gestürzt.

„[Sidonia Hedwig Zäunemanns] erstes Werk waren siebenhundert Seiten voll ‚poetische Rosen und Knospen‘, ihre eigenthümlichste Arbeit aber ein Gedicht, das sich den Emancipationsbestrebungen neuester Zeit auf humoristische Weise anschließt. Es heißt: ‚Der Landtag der Königin Eva.‘ Eva beruft nämlich zu St. Silvester einen allgemeinen Frauenlandtag, zu dem sie alle herzuströmen. Und wie die Königin erklärt, die Beschwerden ihrer unterdrückten, bejammernswerthen Schwestern über die Urheber alles weiblichen Elends, die Männer, anhören zu wollen, da wird ein solches Klagegeschrei laut, daß die arme, erschreckte Königin nach vielen vergeblichen Versuchen, sich verständlich zu machen, um's Wort bittet, und den Frauen volle Gerechtigkeit zu verschaffen schwört. Mit den Worten ‚audiatur et altera pars‘ verspricht sie einen zweiten Landtag auszuschreiben, um auch die Verklagten, die Männer, anzuhören. Allein – o Ironie des Schicksals! – dieser zweite Landtag, der zugleich den zweiten Theil ihres Gedichts bilden sollte, kam nicht zu Stande, weil – Hedwig Zäunemann 1739 zu Arnstadt ertrank.“

„Was man vordem in Rom, Athen und Tyro fand,

Was diese wünscheten, wornach Karthago stand,

Das läßt die Lindenstadt, das schöne Leipzig sehen:

Welch Pinsel, welcher Kiel kann dessen Ruhm erhöhen?“

Ihr zu Ehren wurde eine fossile Brachiopoden-Art Undispirifer sidoniae genannt.

## Hauptwerk
- Sidonien Hedwig Zäunemannin, Kayserlich gekrönter Poetin, Poetische Rosen in Knospen. Erfurt, 1738. Druckts und verlegts Johann Heinrich Nonne.[10] Digitalisat.
(Volltext bei zeno.)